# Journal and Courier
Le Journal and Courier est un quotidien distribué à Lafayette et dans les environs de cette ville de l'Indiana. Il a été créé en 1920 à la suite de la fusion de deux journaux locaux. Il appartient à la holding Gannett Corporation
Depuis qu'il a changé de taille le 31 juillet 2006, le Journal and Courier est devenu le premier journal d'Amérique du Nord à utiliser le format berlinois.